# Léon Bonnat
Léon (Joseph Florentin) Bonnat, (* 20. červen 1833, Bayonne – 8. září 1922, Monchy-Saint-Éloi, Oise) byl francouzský akademický malíř, portrétista.

## Život a dílo
Od roku 1846 do roku 1853 žil v Madridu, kde měl jeho otec obchod z knihami. Zde studoval u Federica de Madrazo y Kuntz. Ve věku 21 let přešel do ateliéru Léona Cognieta v Paříži.

### Historické malby a malířská technika
Jeho historické malby svým účinným, zlatavým, koloritem a harmonicky působící barevností dokládají španělské malířské vzdělání. (Diego Velázquez a Španělští realisté) Nejsou koketní, ale energicky modelované, přehledné, ostře osvětlené a velce komponované. Vychází zcela z intencí hladké akademické malby, ale je poměrně expresivní a naturalistický. Často zobrazují děje z bible a antické mytologie, ale i žánrové výjevy z Itálie a Orientu.
Roku 1869 obdržel v Paříži za svou malbu čestné uznání. Roku 1874 vytvořil plátno ukřižovaný Kristus, které bylo pro svůj vyhraněný naturalismus běžnými diváky i uměleckou kritikou téměř odmítnuto. V Paříži se tehdy tradovalo, že malíř ukřižovaného maloval podle skutečné mrtvoly, kterou v ateliéru přibil na kříž.

### Portrétní malba

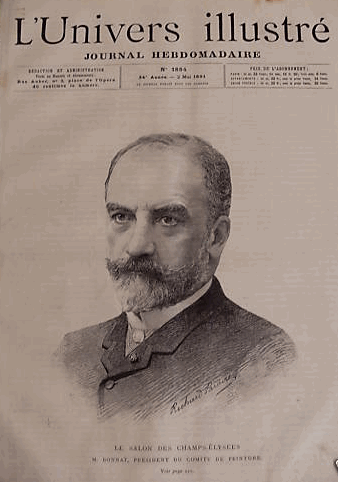
Léon Bonnat

Od roku 1875 se věnoval především portrétní malbě, kterou si u pařížské společnosti získal velké uznání. (namaloval kolem 200 portrétů) Mezi jeho mistrovské práce patří portréty Louse Pasteura, Alexandra Dumase mladšího, Adolpha Thierse, Victora Huga, Dominiqua Ingresa, Hippolyta Taina, a také oficiální portréty Julesa Grévyho, Julesa Ferryho, Armanda Fallièrese, Adolpha Thierse a Émila Loubeta.

### Žáci
Ve svém ateliéru vyučoval řadu žáků. Od roku 1880 byl profesorem na École Nationale Supérieure des Beaux-Arts. K jeho žákům patřili například Georges Braque, Václav Brožík, Gustave Caillebotte, Raoul Dufy, Thomas Eakins, Stanhope Alexander Forbes, Othon Friesz, Charles Laval, Raimond Lecourt, Adolphe-Frédéric Lejeune, Auguste Leroux, Alphonse Osbert, Pierre-Gaston Rigaud, Henry Siddons Mowbray, Henri de Toulouse-Lautrec, Gustav Wentzel a Henri-Achille Zo.
Vyučoval realismus, studium podle skutečnosti a malbu v přírodě, tzv. plenérismus. K modernímu malířství však měl vysloveně negativní vztah a díla mnoha svých bývalých žáků zcela odmítal.
Ve věku 89 let zemřel v Monchy-Saint-Éloi v departmentu Oise. Byl pochován na hřbitově 'Cimetière Saint-Etienne' v Bayonne.

## Některá významná díla
- Adam a Eva nalézají Ábelovo mrtvé tělo (1860)
- Umučení svatého Ondřeje
- Antigona vede slepého otce Oidipa (1865)
- Poutníci před sochou svatého Petra v chrámu svatého Petra (1864)
- Neapolitánci před palácem Farnese v Římě (1866)
- Půlhalíř Excelence (1864)
- Vincent z Pauly snímá galejníkovi řetězy (1866)
- Nanebevzetí panny Marie (1869)
- Jeruzalémská ulice
- Turecký holič (1872)
- Humorné scherzo (1873)
- Ukřižovaný Kristus (1874)
- Job (1880)

## Fotogalerie

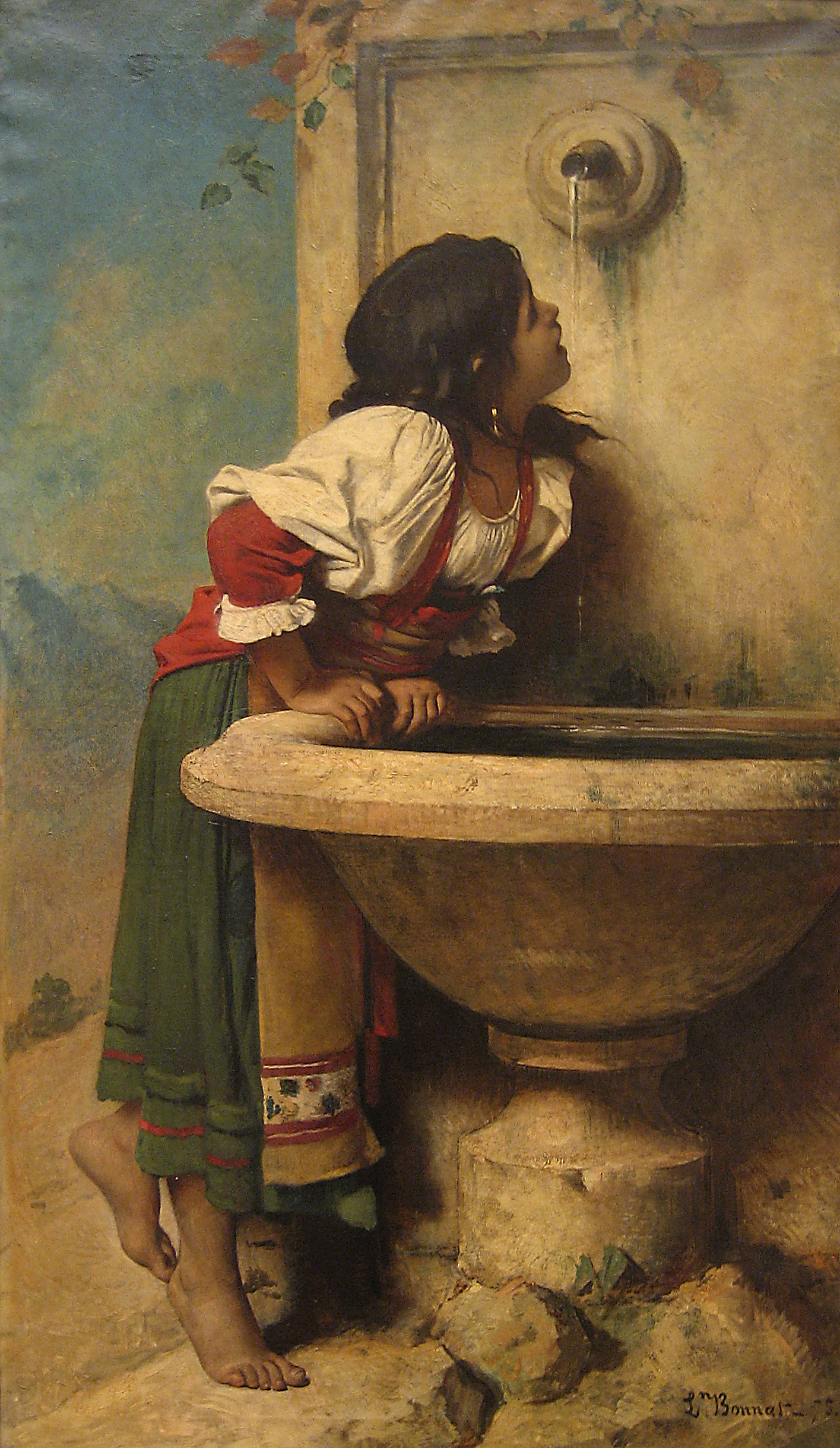
Římská dívka u fontány (1875)
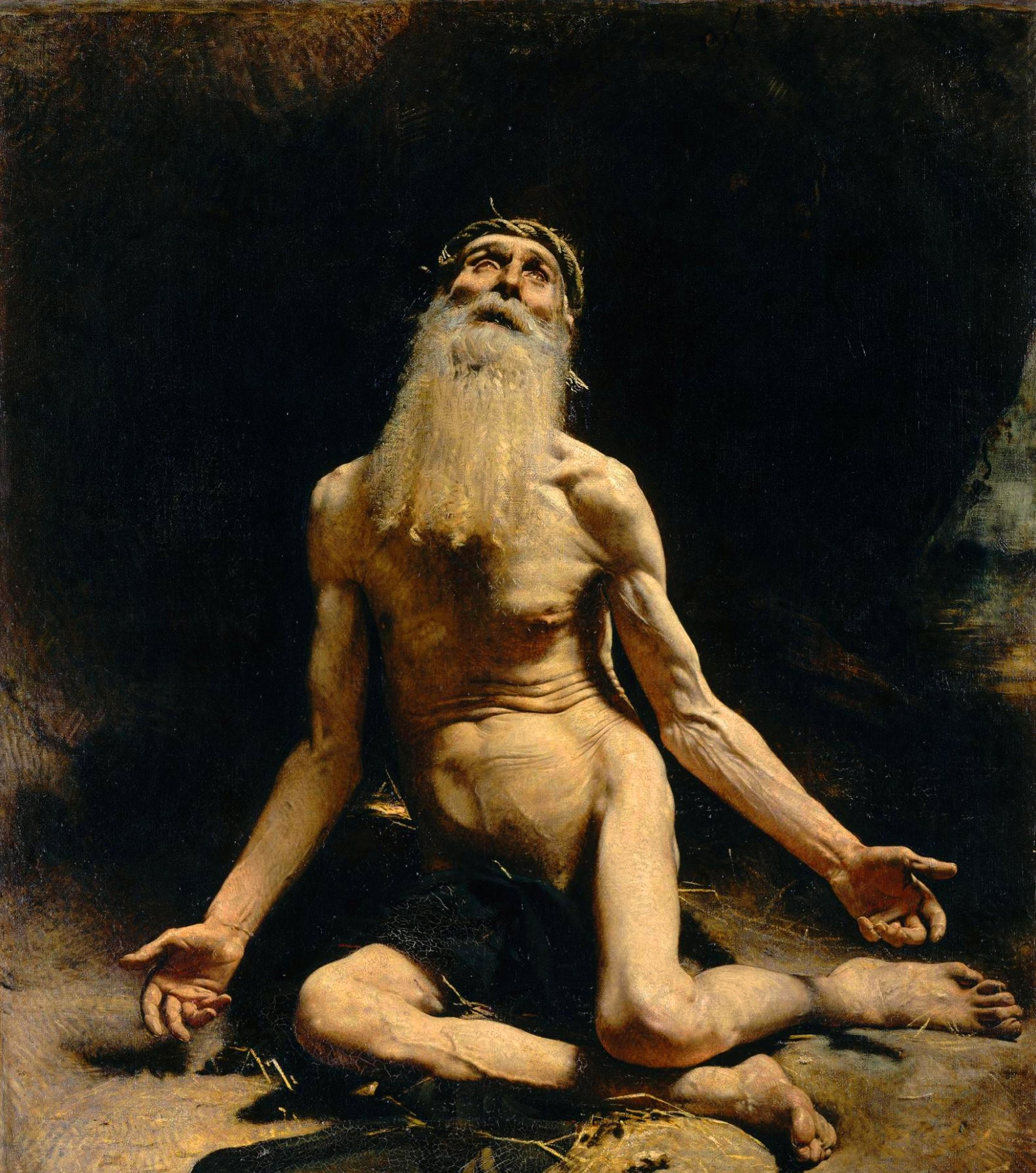
Job (1880)
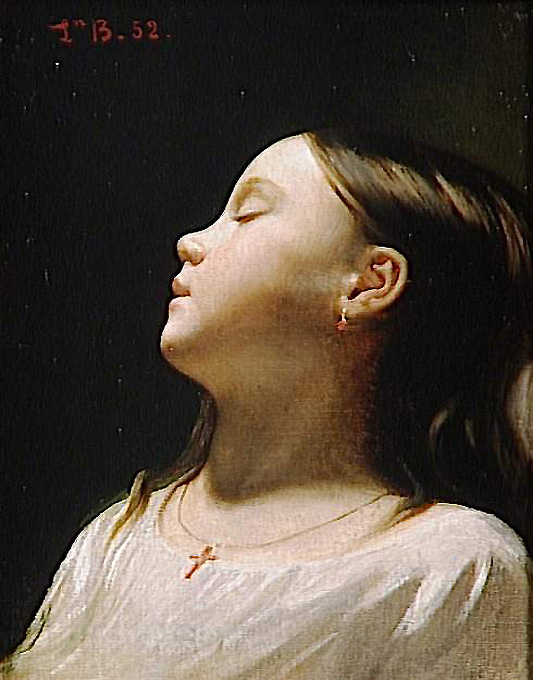
Spící děvčátko (1852)
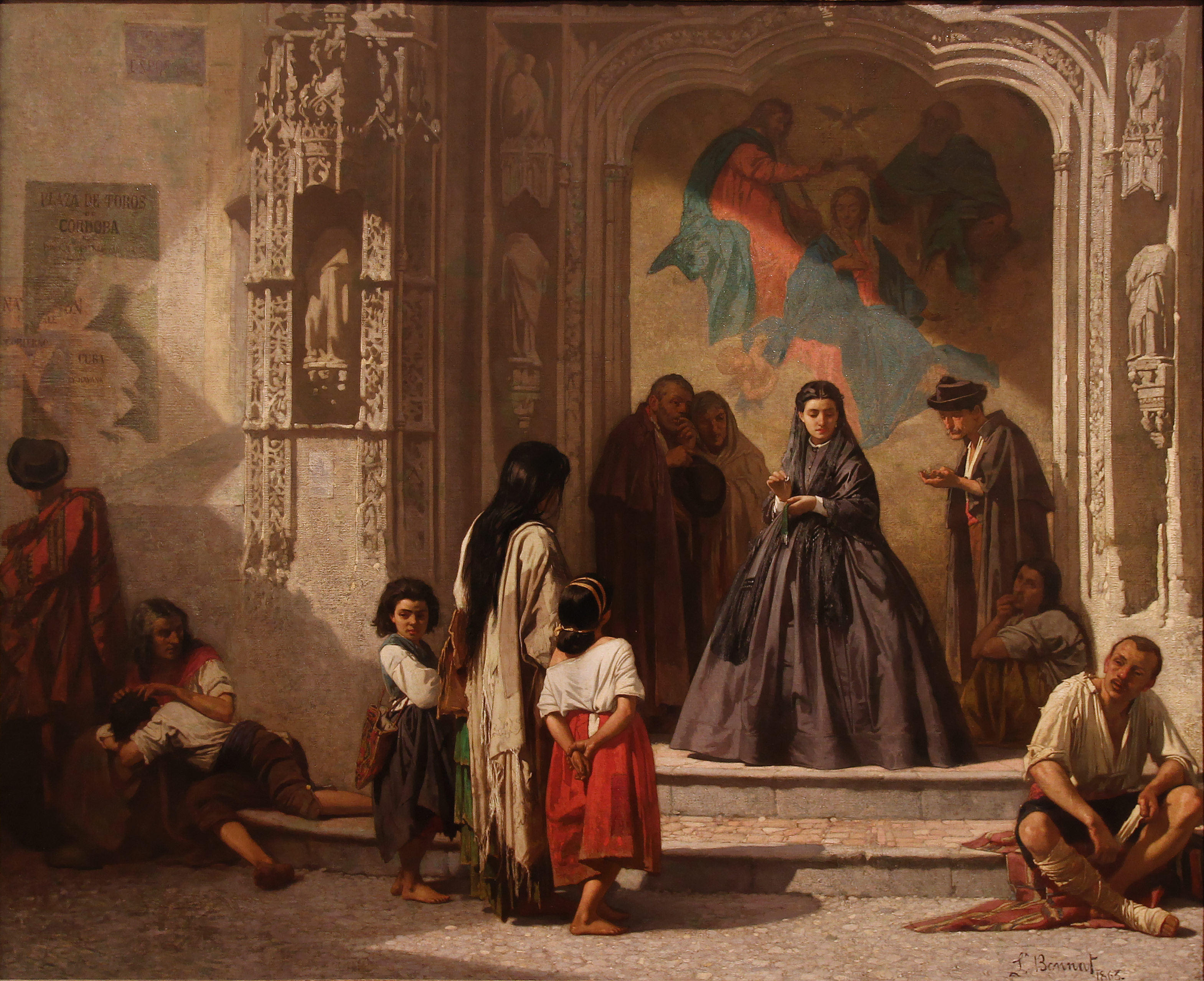
Mladá žena konající charitu
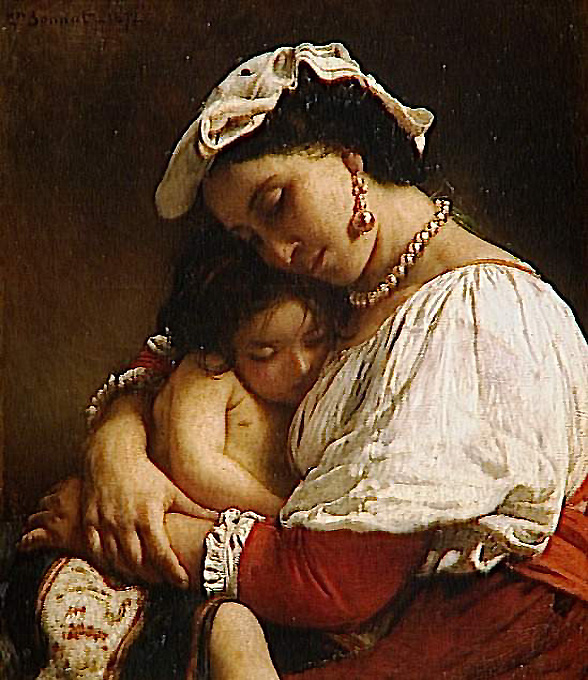
Italka (1872)
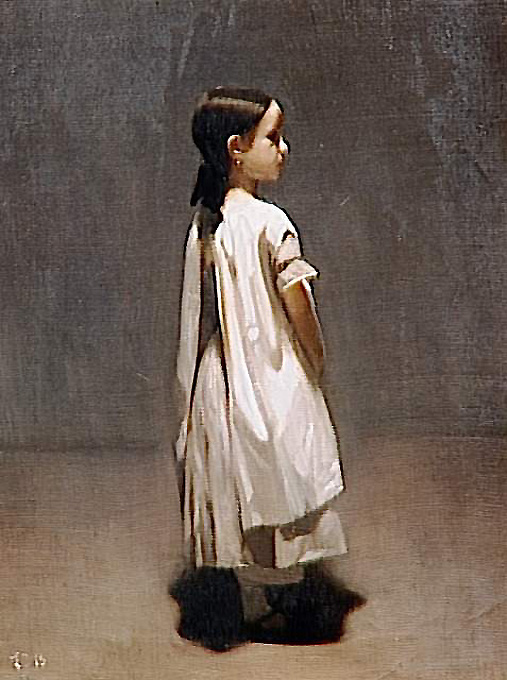
Umělcova malá sestra (1850)
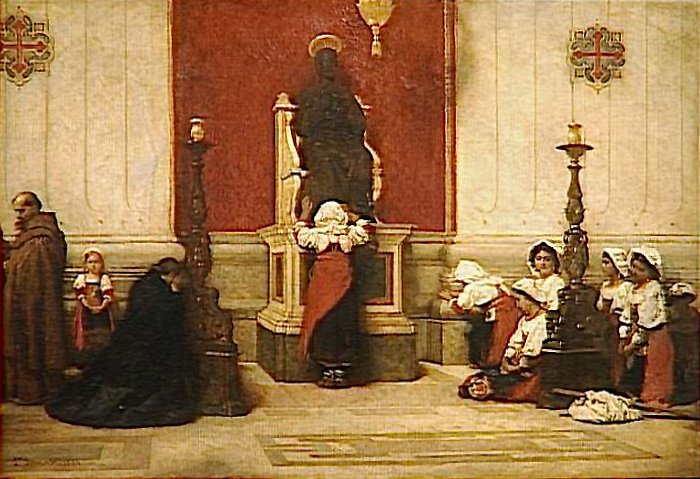
Poutníci před sochou sv. Petra (1864)
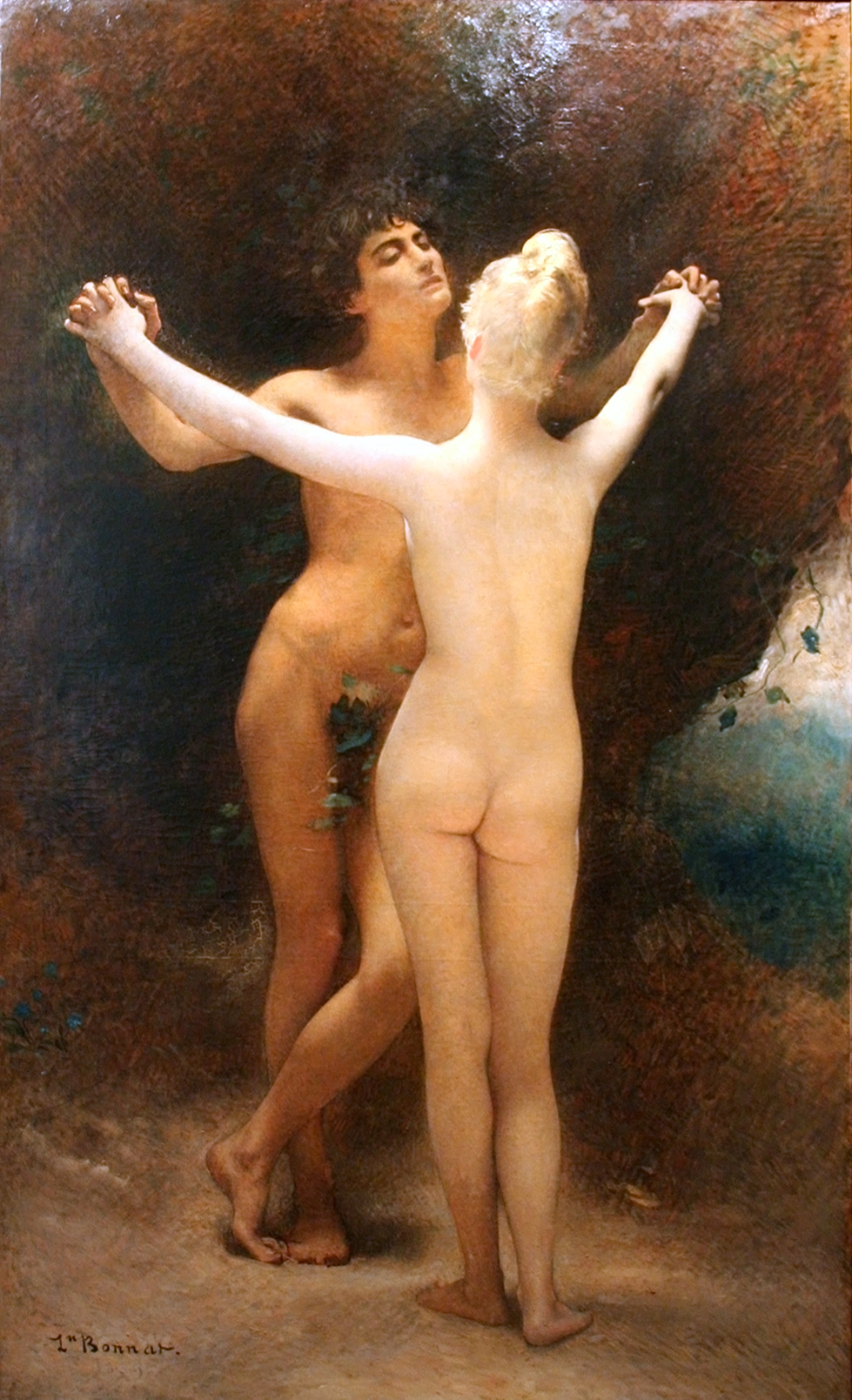
Idila (1890)
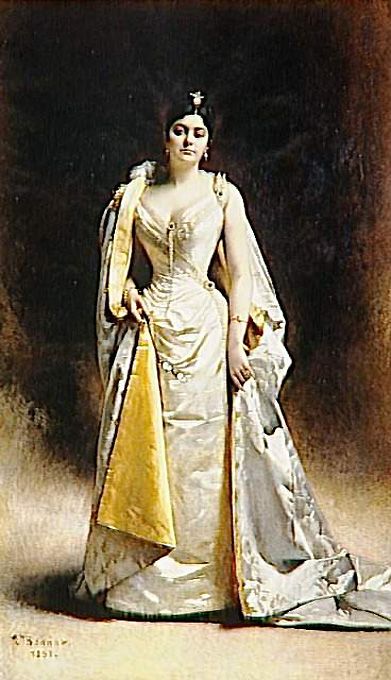
Portrét paní Albert Cahen d’Anvers (1891)
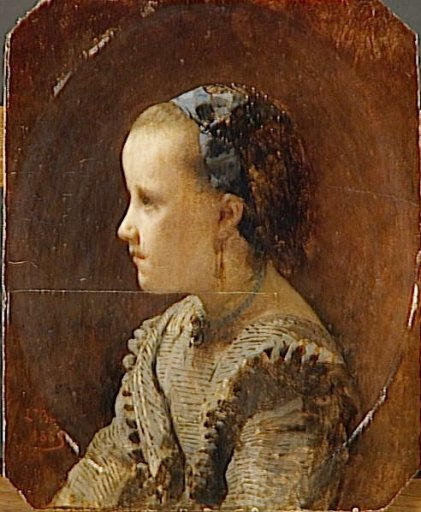
Děvčátko (1865)
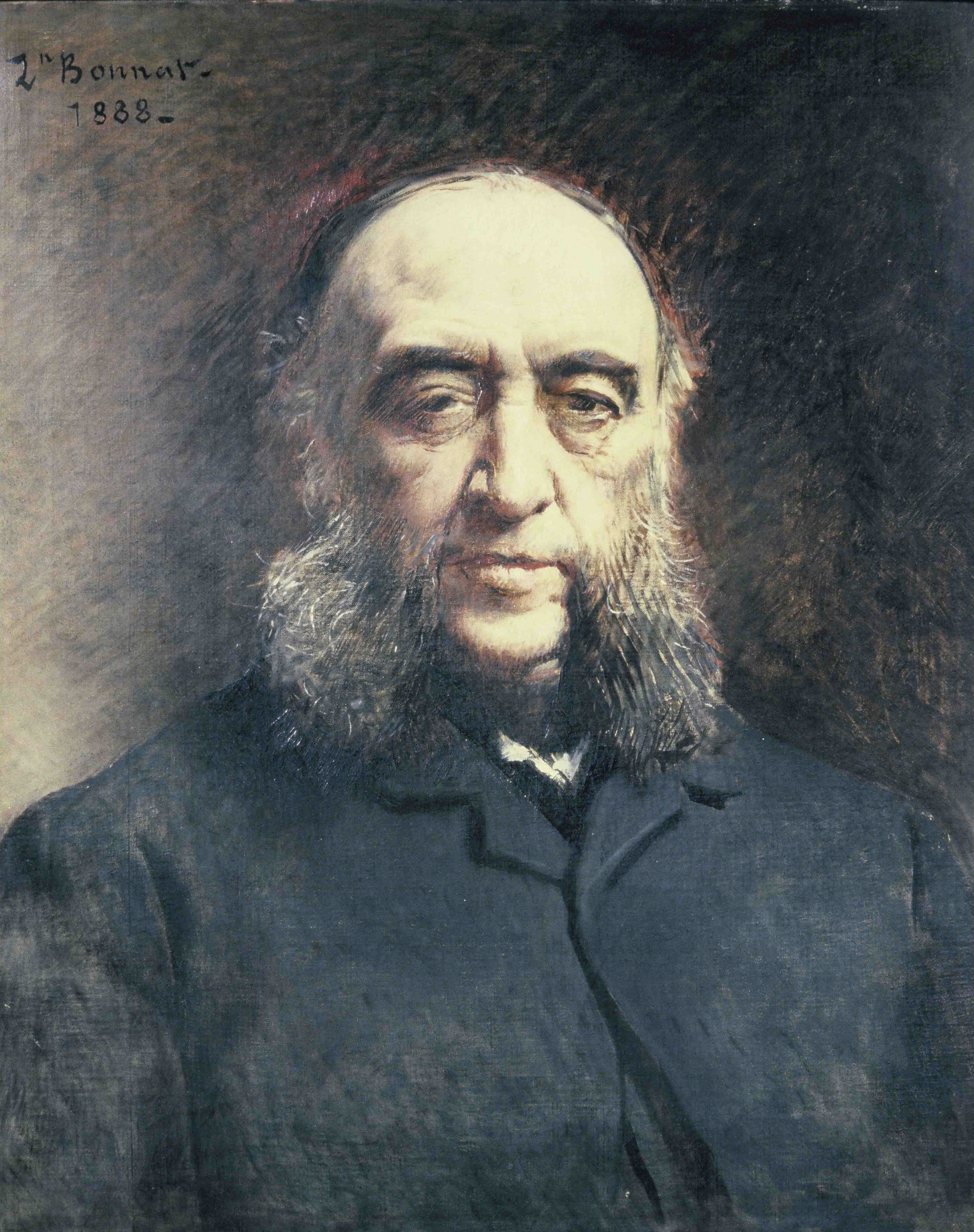
Portrét Julesa Ferryho (1888)
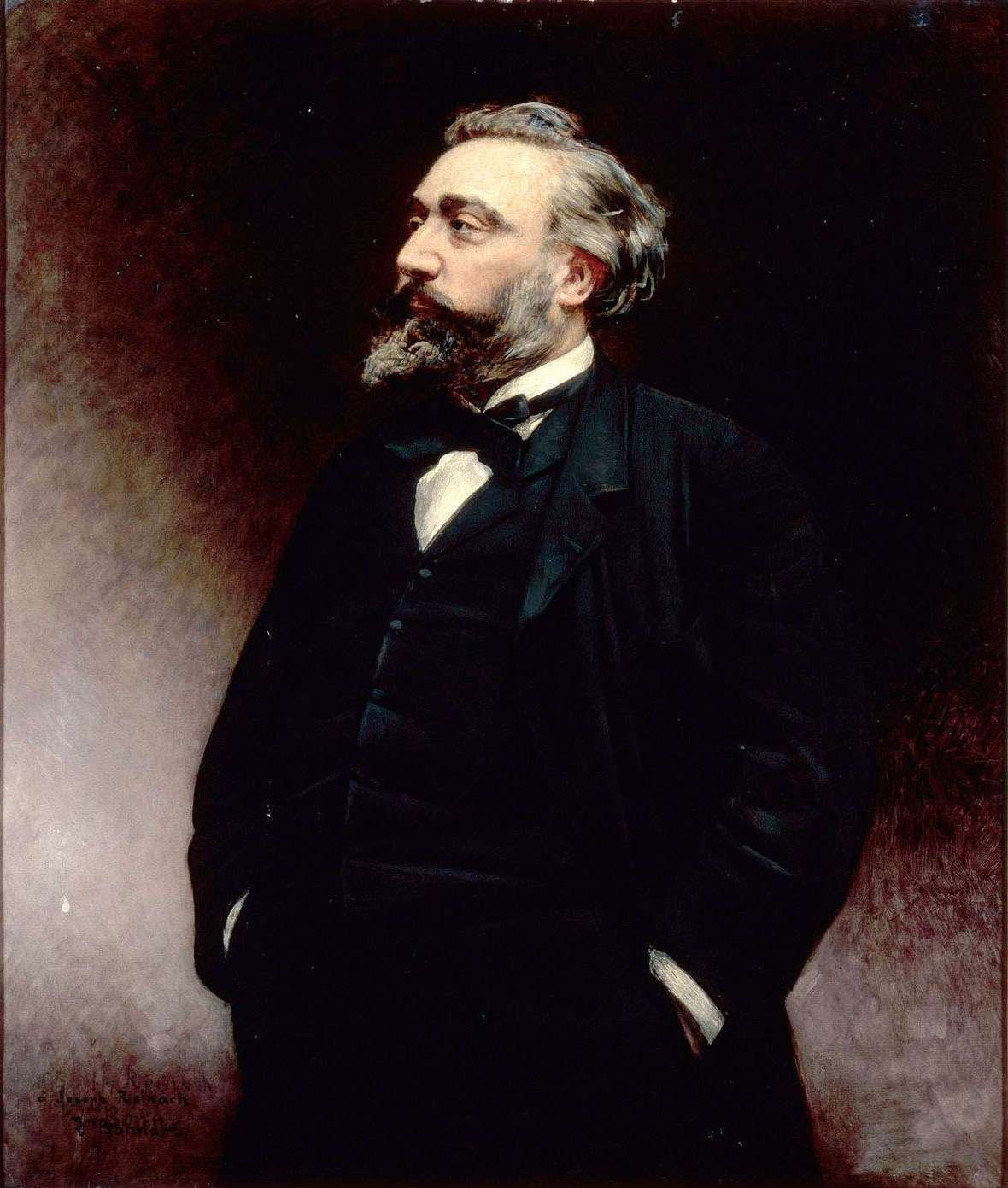
Portrét Léona Gambetty